# 克林克監獄博物館
51°30′25.48″N 0°05′30.95″W / 51.5070778°N 0.0919306°W

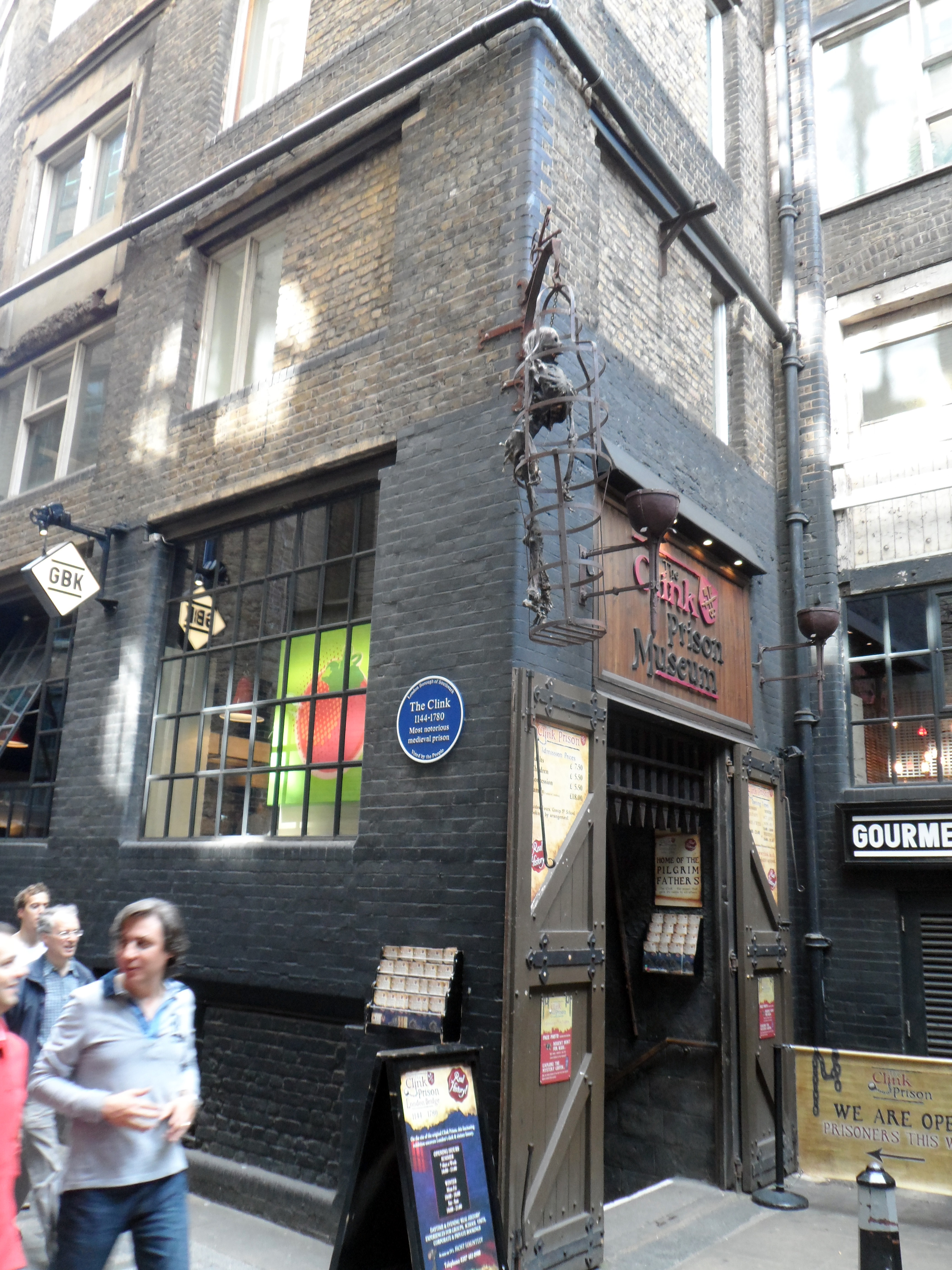
克林克監獄博物館的入口，上面有一塊藍色的牌匾，用來紀念最初的監獄

克林克監獄是英格蘭薩瑟克的一所監獄，從 12 世紀起一直運作到1780年。 該監獄為克林克自由領地提供服務，克林克自由領地是溫徹斯特主教擁有的地方莊園地區，而不是由君主統治。 主教身為自由領地的領主，他的收入都來自克林克自由領地的稅收，人民可能因未繳稅而入獄。 作為主教，他還可以關押異教徒。 克林克監獄位於主教在倫敦地區擁有的溫徹斯特王宮旁邊。 克林克監獄可能是英格蘭最古老的男子監獄，也可能是英格蘭最古老的女子監獄。 
監獄的名稱到底是起源於所服務的自由領地而獲得，還是其名稱是直接被賦予的，目前尚不確定。因為 "克林克" 這個名字的起源可能是擬聲詞，源於監獄門被閂上時發出的金屬撞擊聲或是囚犯戴著的鏈條的撞擊聲。 
這個名稱目前已經成為一種俚語，變成監獄或牢房的通稱。

## 歷史

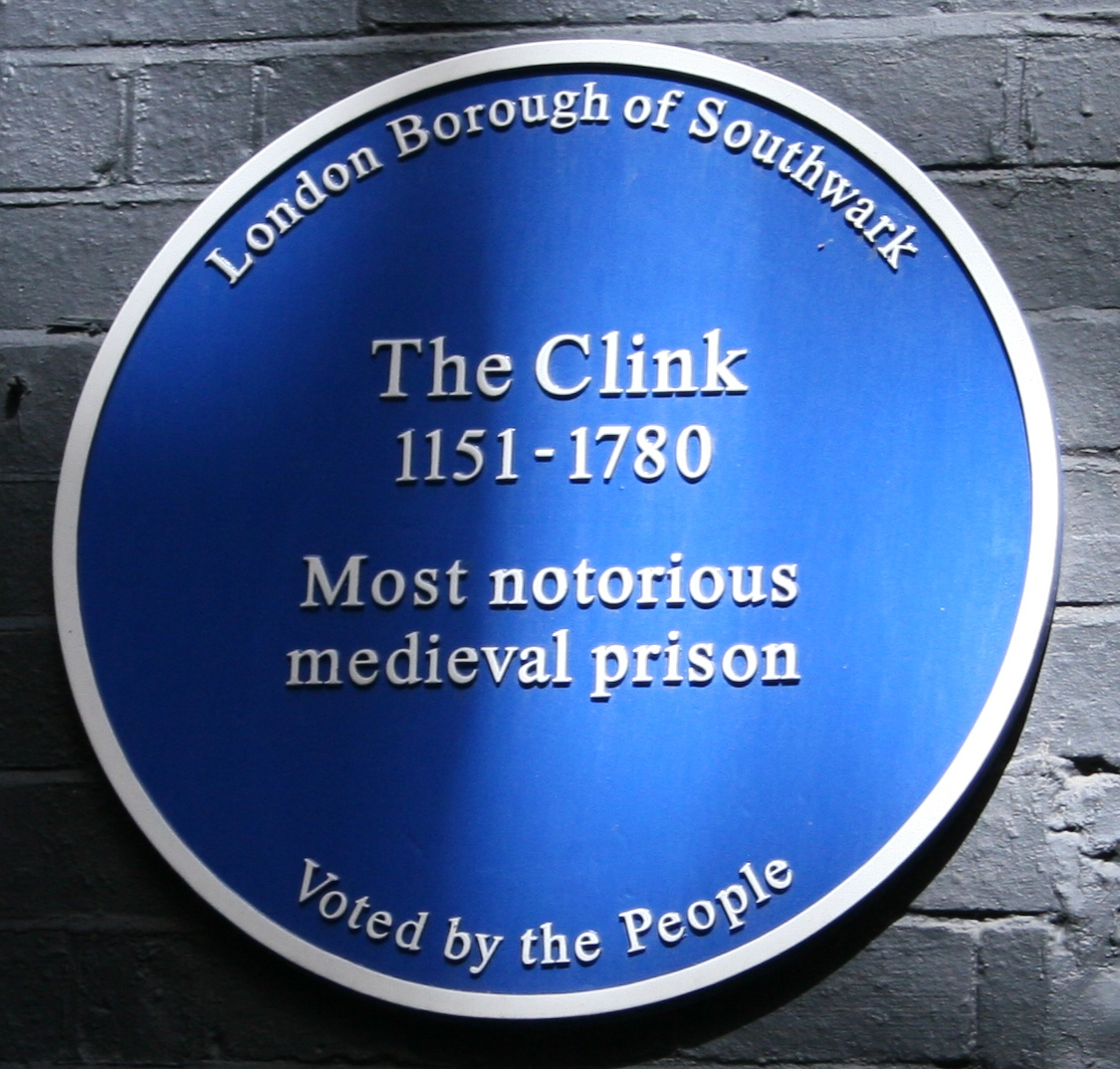
現場的藍色牌匾

自西元 860 年開始，溫徹斯特主教就以各種或多種形式建立監獄，儘管當時的監獄可能只是牧師學院中的一間牢房。 到了西元 1076 年，大主教允許使用一些輕微的處罰方式：像是用棍棒抽打；用鞭子鞭打。 單獨監禁； 關禁閉並且只提供開水和白麵包。

溫徹斯特主教的教區位於英格蘭南岸的 漢普郡 ，為了就近於他替倫敦政府辦公的處所， 他於 西元 1144 至 1149 年間收購了這個地方, 並且在目前位於薩瑟克的溫徹斯特王宮遺址上建造了禮拜堂和豪宅。
監獄是該宅邸區域內的許多建築物的一部分，當地的犯罪者將在那裡等待審判。 由於溫徹斯特主教是英國國王政府的高級成員，通常是 英國的大法官， 所以一些被拘禁者的社會地位也較高，而且他還可以在他的宗教法庭審判那些被指控異教徒和其他宗教信仰的人的罪行。
由於獄卒（獄警）的工資很低，他們找了些其他增加收入的方法。 這意味著，有錢的囚犯和外面有朋友的囚犯能夠向獄卒賄賂，以改善他們的在牢內的生活。 獄卒可以向有能力負擔的囚犯出租房間，床，用品，蠟燭和燃料。 食物和飲料的費用是外面的兩倍價格。 甚至可以向獄卒付款用來換取較輕的鐵鐐，或是將其完全移除。 為了支付賄賂的費用，囚犯允許在外面乞討甚至是工作。女性囚犯則允許賣淫，客人直接付款給獄卒。
 貧窮的囚犯不得不透過地底通往大街地面上的鐵窗向街上的人乞討，並賣掉隨身攜帶的所有物品，包括衣服，用來支付食物的費用。
溫徹斯特的豪宅於 1450 年被抗議勞工法的暴民突擊。 他們將神職人員歸類為收稅員，並且謀殺了他們，並在焚毀克林克監獄之前將所有囚犯都釋放了出來。最終暴亂被制止，溫徹斯特的豪宅被重建和擴建，包括一所新的監獄。
最初，大多數囚犯都是些違反領地法律的人。但是到了 16 世紀，很大程度上是針對那些實際或被假定的為異教徒的人，或是對主教持相反的觀點的政治犯。
 Marian 烈士, John Bradford 和 John Hooper 都是囚犯。 在最後的幾年則主要是負債人監獄

### 沒落
西元 1649 年，溫徹斯特故居被出售給房地產開發商，並且被分割商店，物業單位和染坊。 由於納稅人抱怨維修費用，牢房暫時被移除，但鞭刑犯人的地點仍然很常被使用。 到了西元 1707 年，由於維修費用，這些設施全部都未使用，到西元 1732 年，只有兩名登記的囚犯。 西元 1745 年，由於克林克監獄已經損壞且無法使用，因此啟用了一個臨時監獄，但到了 1776 年，該監獄又重新開始收容債務人。最後它在西元 1780 年於 Gordon 暴動中被燒毀，從此未被重建。

### 現況
克林克監獄博物館位於克林克街，靠近原址，位於 薩瑟克 班克賽德。
 克林克監獄博物館試圖重現當時監獄的條件。

## 著名的囚犯

### 英國教會
- 神父 John Gerard, S.J.  ~1595
- 神父 John Jones OFM ~1596–1598.[13]
- 神父 George Blackwell  ~1607–1613
- Matthew Wilson, 別名 Edward Knott, 耶穌會成員[14]  1629–1633

### 英國新教徒
- John Lothropp
- Anne Askew[來源請求]

## 延伸閱讀
- Burford, E. J., , New English Library, 1978, ISBN 978-0-450-03217-2

## 外部連結
- 克林克監獄博物館 （页面存档备份，存于）